# Moorbek (Lottbek)
Die Moorbek ist ein überwiegend naturnah verlaufender Bach, der meist Richtung Norden oder Nordwesten fließend, über mehrere Kilometer die Grenze zwischen Ahrensburg im Kreis Stormarn und Hamburg-Volksdorf bildet und damit die Landesgrenze zwischen Hamburg und Schleswig-Holstein. Er bildet gemeinsam mit dem  Deepenreiengraben die Lottbek, die über die Bredenbek zur Alster fließt.
Die Moorbek ist namensgebend für mehrere Straßen im Stadtteil Volksdorf nahe dem U-Bahnhof Buchenkamp und die Moorbeckswiesen (sic!). Fast auf ganzer Länge wird der Bach von Wanderwegen begleitet, die fast durchgehend nahe dem Bachlauf verlaufen.